# Bucle (àlgebra)
|  | «Bucle (matemàtiques)» redirigeix aquí. Vegeu-ne altres significats a «Bucle (teoria de grafs)». |

Relació del bucle amb altres estructures algebraiques a partir de les propietats de la seva llei de composició interna, en anglès.

En matemàtiques, un bucle o llaç és una estructura algebraica consistent en un conjunt dotat d'una llei de composició interna amb element neutre i on tot element té un element invers. Un bucle és doncs, un magma amb divisibilitat i element neutre.
Amb altres paraules, {\displaystyle (E,\star ,e)} és un bucle si:
1. {\displaystyle \forall (x,y):E^{2},\ x\star y\in E} (llei de composició interna).
2. {\displaystyle \forall x:E,\exists _{1}e:E,\ x\star e=e\star x=x} (element neutre). Noteu que l'element neutre és únic i bilàter.
3. {\displaystyle \forall x:E\ \ \exists x^{\lambda },x^{\rho }:E\ \ x^{\lambda }\star x=e=x\star x^{\rho }} (existència d'element simètric). Per a cada x existeix un únic element simètric per l'esquerra, {\displaystyle x^{\lambda }}, i un únic element simètric per la dreta, {\displaystyle x^{\rho }}. Noteu que el simètric per l'esquerra pot ser diferent al simètric per la dreta.

Si el bucle és associatiu aleshores queda garantit que {\displaystyle x^{\lambda }=x^{\rho }}, i l'element simètric és bilàter i únic per a cada x, amb la qual cosa tenim un grup.

## Exemples
- Els nombres enters amb la subtracció són un bucle.
- Els nombres racionals diferents de zero (ℚ*) amb la divisió són un bucle.
- Els nombres reals diferents de zero (ℝ*) amb la divisió són un bucle.
- Sigui S un conjunt amb els següents elements {\displaystyle S=\{a,b,c,d,e,f\}} i sigui {\displaystyle \otimes } una operació interna en S. A la taula següent es mostren els resultats d’operar tots els elements entre ells amb {\displaystyle \otimes }, on la primera fila representa l'operand per l'esquerra i la primera columna l'operand per la dreta:

| {\displaystyle \otimes } | a | b | c | d | e | f |
| ------------------------ | - | - | - | - | - | - |
| a                        | b | d | e | c | f | a |
| b                        | e | a | d | f | c | b |
| c                        | d | e | f | b | a | c |
| d                        | c | f | a | e | b | d |
| e                        | f | c | b | a | d | e |
| f                        | a | b | c | d | e | f |

El conjunt S amb aquesta operació són un bucle:

### L'operació és una llei de composició interna
Tots els elements d'arribada són també elements en S.

### Existeix un element neutre
L'element neutre del conjunt és f, ja que per a qualsevol element n del conjunt es compleix que {\displaystyle n\otimes f=f\otimes n=n}.

### Existeix un element invers per a tots els elements del conjunt
L’element invers i és aquell element el qual, sent operat per l’esquerra i per la dreta amb un element qualsevol n dins de S, dona com a resultat l’element neutre, que en el cas d'aquest conjunt és f. Com es pot apreciar a la taula, tots els elements del conjunt tenen un invers per les dues bandes.

### L'operació no és associativa en el conjunt
Això es pot verificar amb el següent exemple: {\displaystyle a\otimes (b\otimes c)\neq (a\otimes b)\otimes c}. Al costat esquerre es té, per una banda, que el resultat d'operar b amb c és e i que {\displaystyle a\otimes e=f}. Al costat dret, per altra banda, es té que {\displaystyle a\otimes b=e} i que {\displaystyle e\otimes c=a}. Per tant, aquesta operació no és associativa en S.

### La divisió és sempre possible
Ja que, per a dos elements n i m qualssevol en S, es compleix que existeix un divisor x per l’esquerra i un divisor y per la dreta tals que {\displaystyle x\otimes n=n\otimes y=m}. Podem comprovar que la divisió és sempre possible verificant que totes les files i columnes tinguin els sis elements del conjunt sense repetir-se, ja que això indica que es pot obtenir qualsevol element m operant qualsevol n del conjunt amb un divisor per l’esquerra i altre per la dreta.